# Kira Kattenbeck
Kira Kattenbeck (Steinfurt, 2 de agosto de 1992) es una deportista alemana que compitió en bádminton. Ganó una medalla de bronce en los Juegos Europeos de Bakú 2015, en la prueba de dobles mixto.

## Palmarés internacional
| Juegos Europeos | Juegos Europeos   | Juegos Europeos   | Juegos Europeos |
| Año             | Lugar             | Medalla           | Prueba          |
| --------------- | ----------------- | ----------------- | --------------- |
| 2015            | Bakú (Azerbaiyán) | Medalla de bronce | Dobles mixto    |